# Andrés Aramburú Salinas
Andrés Avelino Aramburú Salinas (Lima, Perú, 6 de diciembre de 1883-Santiago de Chile, 27 de marzo de 1933) fue un periodista peruano, fundador del semanario Mundial, cuya dirección ejerció entre 1920 y 1931.

## Biografía
Fue hijo del destacado periodista Andrés Avelino Aramburú Sarrio, y de Agripina Salinas y Cossío (hija del alcalde de Lima Antonio Salinas y Castañeda).
Cursó sus estudios en el Colegio Drinot y en el Instituto Científico dirigido por José Granda Esquivel. Ingresó luego a la Escuela Nacional de Ingenieros (1903). Por entonces, aparecieron sus primeras colaboraciones en el diario La Opinión Nacional (que dirigía su padre), que recibieron comentarios favorables. Decidió entonces abandonar las ciencias para dedicarse al periodismo.
Entre 1907 y 1909 dirigió el semanario Actualidades. En 1914 fundó la revista La opinión nacional, en reemplazo del diario del mismo nombre que su padre había cerrado, pero no duró mucho tiempo debido a las dificultades derivadas de la Primera Guerra Mundial.
En 1920 fundó Mundial, semanario ilustrado que fue una de las publicaciones que marcaron el nacimiento del periodismo moderno en el Perú, tanto por su diseño gráfico como por su contenido. Tuvo gran acogida y se convirtió en una de las más importantes publicaciones informativas peruana de la década de 1920.
A fines de 1930, inició una campaña para que se diera un trato humanitario al derrocado y apresado presidente Augusto B. Leguía, debido a su avanzada edad y a su quebrantada salud. Ello le ocasionó las represalias del gobierno. Fue sometido a juicio y puesto en prisión. Posteriormente sufrió un deterioro de su salud que lo llevó a ser sometido a cirugía. Mientras se hallaba convaleciendo en su domicilio fue intervenido y desterrado a Santiago de Chile. Allí falleció el 27 de marzo de 1933.
Según Alberto Tauro del Pino, Andrés A. Aramburú Salinas fue un fino cronista que supo combinar la cortesía y la sátira, y que jamás hirió la honra ajena. De acuerdo al testimonio de César Miró, tenía la virtud de generar simpatía y de hacer amigos. También se le considera como uno de los primeros periodistas profesionales del Perú, pues su caso no fue el de un intelectual que se acercó al periodismo con una finalidad política o cultural, sino de alguien que hizo del periodismo una auténtica profesión.

## Semblanza
Cada época tiene sus palabras, sus expresiones, sus conceptos predilectos. Si en los años de la revista "Mundial" hubiera circulado la palabra "carismático", no cabe duda que habría definido muy bien a su director. Andrés Aramburú Salinas era una personalidad carismática.

Tenía la virtud de crear simpatía, de hacer amigos, de comunicarse. Hay una estirpe, una cierta línea dinástica en el duro, difícil y con frecuencia ingrato quehacer del periodismo. En los países de nuestro idioma podríamos recordar a los Mitre y los Paz en la Argentina, a los Edwards en Chile, a los Luca de Tena en España, a los Ulloa, los Miró Quesada y los Aramburú en el Perú, abreviando mucho porque sería imposible mencionarlos a todos. En la línea de los Aramburú aparece la figura de don Andrés Avelino, el fundador de "La opinión nacional", en 1873, cuando acaba de cerrarse el ciclo de guerras civiles, gobiernos inestables, caudillismo que tendrá su acto final en el trágico y monstruoso episodio de los Gutiérrez. En ese momento, el civilismo es una respuesta a la anarquía, es el respaldo al gobierno elegido por el pueblo. Prisionero de guerra en Chillan, encarcelado varias veces y, en cierta ocasión, por lo que hoy llamaríamos la defensa del secreto profesional, don Andrés Avelino Aramburú es el tronco de una familia de periodistas en la que nacerá Andrés Aramburú Salinas en el corazón del corazón de la ciudad, frente a la iglesia de La Merced, con banca permanente y el privilegio de enterrar a sus muertos al pie del Altar Mayor.

La revista "Mundial" recoge y expresa las vibraciones de su medio y de su tiempo. Hace crítica aguda y sutilísima del acontecer político en la poesía epigramática que su director coloca al pie de las intencionadas caricaturas de Vinatea Reinoso y acoge en sus páginas a los más caracterizados representantes de nuestra cultura en los nombres de José Carlos Mariátegui, César Vallejo, Raúl Porras Barrenechea, Víctor Andrés Belaunde. Por esa labor merece, no sólo el homenaje circunstancial, sino el reconocimiento de todos los peruanos.
César Miró